# Андрогін (міфологія)

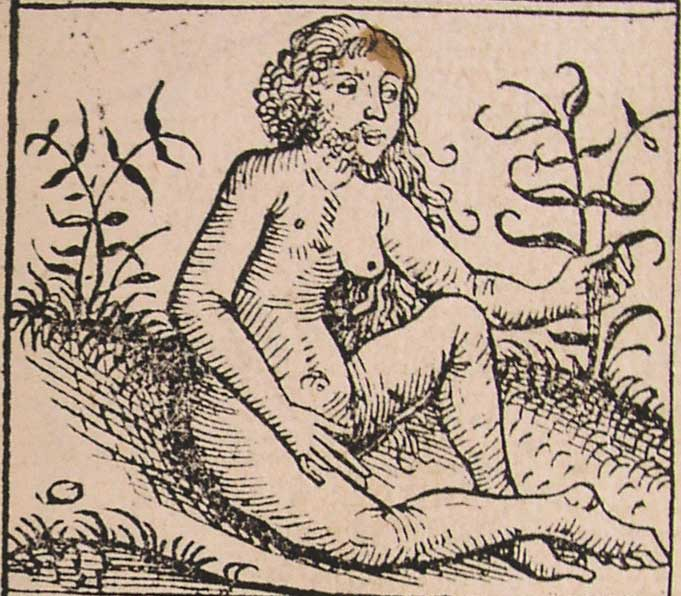

Андрогін (дав.-гр. ἀνδρόγυνος від ἀνήρ «чоловік» і γυνή «жінка») — людина, наділена зовнішніми ознаками обох статей, що поєднує в собі обидві статті, або позбавлена яких би то не було статевих ознак. Людина, яка відчуває (проте біологічно є гермафродитом) себе і чоловіком, і жінкою.

## У міфології
У міфології андрогіни — міфічні істоти-предки, перволюди, що з'єднують в собі чоловічі і жіночі ознаки. За те, що андрогіни намагалися напасти на богів, боги розділили їх надвоє і розсіяли по світу. І з тих пір люди приречені на пошуки своєї половини.
Платон в діалозі «Бенкет» розповідає міф про андрогіна, предка людей, який поєднав у собі ознаки чоловічої і жіночої статі. Подібно титанам, андрогіни були страшні своєю силою і зазіхали на владу богів. Зевс вирішив розрізати їх навпіл, зменшивши тим самим їх силу і нахабство вдвічі. Основа цього міфу, можливо, має давнє походження, але у викладі Платона міф нагадує скоріше пародію на етіологічні міфи, і насправді служить введенням у вчення про Ероса (саме Ерос з'єднує розділені половинки андрогінів). Подальший опис стає більш комічним: андрогіни мали округле кулясте тіло, спина їх не відрізнялася від грудей, рук і ніг було по чотири, на голові були дві абсолютно однакові особи, які дивилися в протилежні сторони, дві пари вух.
За іншими джерелами Андрогіни - це створіння Божі, які самі себе породили. Уже з VI-IV ст. до н. е. в Греції, Індії, Сирії та Ірані відомі космогонічні концепції, в основі яких лежав міф про бісексуальне божество Часу. Доречно згадати, що перша людина також була створена старозавітним Богом немовби двостатевою: "І Бог на Свій образ людину створив, на образ Божий її Він створив, як чоловіка та жінку створив їх". Комплекс андрогіну пояснює стійку парність міфологічних і фольклорних персонажів - від богів ведичного й античного пантеону до давньоукраїнських Купала і Марени та обрядової постаті Коструба-Кострубоньки, яка уособлювала весну і літо. Рештки цього ж комплексу простежуються також у звичаєвій парі Маланки й Василя. Слід звернути увагу ще на одну деталь: у фольклорі коза після воскресіння часто стає козлом.
Пуць, коза впала, нежива стала,
Жили нап'яла, козла нажила.
Ой, побіг козьол на ніженьках
Да на ріженьках...
Не меншцікавим є оповідання, записане В. Милорадовичем на Полтавщині: "Перед Меланками найшовсь хлопчик Василь. Баба пішла додому, а породіллі загасила свічку та й заснула. Баба приходить у ранці й недодивилась, що дитя зробилось дівчинкою. Священник вилаяв бабу, а дитину назвав Малашкою". Як бачимо, перетворення хлопчика на дівчинку відбувається вночі й з нехрещеним дитям. Ця ситуація також нагадує метаморфози з травестовими рядженими, які вважалися тимчасовим "нехристями".

## В релігії та філософії
У релігійній  міфології багатьох народів згадується, що перша людина була створена андрогіном, і лише потім вона була розділена на чоловіка і жінку. Таке одне з талмудичних трактувань перших роділів Книги Буття: спочатку Бог створив людину «чоловіком і жінкою», тобто андрогіном, а потім розділив його на двох різностатевих істот, відокремивши жінку від боку чоловіка, причому слово івр. צלע  означає не тільки «ребро», а й «сторона».
Бердяєв зазначає аналогічну концепцію в кабалі: "Людина заслуговує це ім'я лише настільки, наскільки вона об'єднує в собі чоловіка та жінку. Адам, вірно відображає Адама вищого або первинного, повинен був, в згоді з цією моделлю, об'єднати в собі чоловіче і жіноче начала. І спочатку він був створений андрогіном " . Але, слід зазначити, що контекстний і граматичний аналізи Святого Письма дозволяють більш-менш достовірно стверджувати, що в Книзі Буття мова безпосередньо не йде про андрогінність початкову Адама. Так, в наступному після «І Бог на Свій образ людину створив, на образ Божий образ сотворив її; чоловіком і жінкою сотворив їх» написано буквально: «І благословив їх Бог, і сказав їм Бог: плодіться і розмножуйтеся, і наповнюйте землю, і володійте нею, … », що вказує на множину давньоєврейських займенників «їм» / «їх», на здатність розмножуватися, що для одного андрогіна не представляється можливим, і носить, швидше за все, резюмуючий і вступний характер стосовно подальшої історії створення Єви з ребра Адама. Однак, інші автори, зокрема Фрезер, пояснюють цю нестиковку тим, що біблійний міф про створення є компіляцією кількох джерел пізнім автором.
На думку Бердяєва, релігійні містики відчували андрогінізм нового Адама — Христа. Цим пояснювалася відсутність в абсолютній людині життя статі, схожого на життя людського роду. Ісус знову поєднав чоловіче і жіноче в єдиний андрогінний образ. Якоб Беме показує, що вчення про людину як андрогіна робить зрозумілим, чому Ісус Христос, абсолютна і досконала людина, не знав жінки, подібно Першо-Адаму: «Адам був чоловіком, так само як і жінкою, але і не тим, і не іншим, а дівою, сповненою цнотливості, чистоти і непорочності, як образ Божий; він мав на собі і тинктуру вогню і тинктуру світла, в злитті яких трималася любов до себе як якийсь незайманий центр; чому і ми станемо схожими після воскресіння мертвих, бо, за словом Христа, там не одружуються і не виходять заміж, а живуть подібно ангелам Божим».
Німецький теолог Франц Баадер бачив у відновленні втраченої первісної андрогінної природи людини мету шлюбної любові: «Андрогін є єдність формотворчих принципів або органів або ж з'єднання спільнородових здібностей в одному тілі. Це поняття не пов'язане ні з імпотенцією або безстатевістю, ні з гермафродитизмом як його протилежністю, тобто з співіснуванням в одному тілі обох статей.» «Так, таємниця і таїнство істинної любові в тому, щоб взаємно допомагати один одному відновити кожному в собі андрогіна як цілісної і чистої людини, яка не є ні чоловіком, ні жінкою, тобто не щось половинчасте»
На думку релігійного філософа Олександра Брилліантова: «Уже в самому втіленні і народженні Христос знищує перший і головний поділ природи людської на чоловічу і жіночу стать. Через беззернове зачаття і нетлінне народження він руйнує закони плотської природи, показуючи, що Богу був, ймовірно, відомий інший спосіб розмноження людей, відмінний від нинішнього, і усуваючи самою справою відмінність і поділ людської природи на стать.»
Бердяєв вважав, що: «Не чоловік і не жінка є образ і подоба Божа, а лише андрогін, цілісна людина. Диференціація чоловічого і жіночого є наслідком космічного падіння Адама. Створення Єви повалило старого Адама у владу родової сексуальності, прикувало його до природного „світу“, до „цього світу“. „Світ“ зловив Адама і володіє ним через стать, в точці сексуальності прикутий Адам до природної необхідності. Влада Єви над Адамом стала владою над ним всієї природи. Людина, прив'язана до Єви народжує, ставши рабом природи, рабом жіночності, відокремленої, віддиференціювавши від його андрогінного образу і подоби Божої. Чоловік намагається відновити свій андрогенний образ через сексуальний потяг до загубленої жіночої природи.»

## У психології
Психоаналіз оголошує андрогінність глибинною особливістю людської психіки . Карл Юнг показує в своєму терапевтичному досвіді, що людська психіка - андрогін за своєю природою. У житті андрогін в переважній більшості стає «тільки-чоловіком» або «тільки-жінкою», але обидві ці форми існування неповноцінні та потребують відновлення початкової цілісності.
Внесок у вивчення андрогенності також внесла американський психолог Сандра Бем. Опитувальник сексуальної ролі за її системою — один з найбільш широко використовуваних. Залежно від відповідей, люди класифікуються в ній по чотирьом статевим ролям — чоловічою, жіночою, андрогенною або невизначеною . Андрогіни — ті, хто має однаково високий рівень як жіночих, так і чоловічих якостей. Жіноча роль визначається більшістю фемінних рис характеру, чоловіча — маскулінних. Невизначена роль характеризується низьким рівнем і тих, і інших. Згідно Сандрі Бем, Андрогінні жінки і чоловіки більш психічно здорові, ніж люди з типово жіночою або типово чоловічою статевою роллю. Найменш успішні люди - з невизначеною роллю. У більш пізніх дослідженнях ця ідея не знайшла підтвердження, і Бем сама визнає слабкі місця в її ранній роботі, тепер за краще працювати з теорією гендерної схеми. Пристосування гендерних ролей в якійсь мірі залежить від ситуації. У близьких стосунках кращі андрогінна або жіноча роль через емоційну природи таких відносин, а при навчанні та роботі — андрогінна або чоловіча.

## У культурі

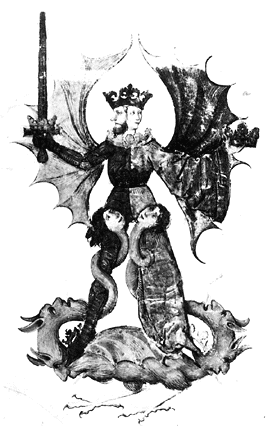
Зображення алхімічного андрогіна — Ребіс XV ст .; із зібрання Баварської державної бібліотеки

Риси двостатеві — зображення божеств певної статі з особливостями протилежної статі можна зустріти в іконографії багатьох народів. Так, наприклад, бородата Афродіта і Афродіта з чоловічим статевим органом. Стародавні греки шанували в числі інших богів Гермафродита — сина Гермеса і Афродіти, в ньому поєднувалися жіночі та чоловічі риси .
У пантеоні богів ведійської і брахманистской Індії виділяється Адіті — божественна корова-бик, мати і батько богів. Там же чільне місце займає Праджапати, який створив все з самого себе. Єгипетський бог Ра, сукупність сам з собою, породив інших богів, людей і весь світ. Своєрідним варіантом андрогінів є персонажі, які постають то в чоловічому, то в жіночому вигляді. Так, небесна істота Пулугу (в Андаманські міфології) в південній частині архіпелагу належить чоловічій природі, в північній — жіночої.

## В літературі
У фантастичному романі «Ліва рука пітьми» Урсули Ле Гуїн описується планета Гетен, жителі якої — андрогіни. У гетенцев період безстатевості (Сомер) змінюється періодом появи сексуальності (Кеммер), коли вони перетворюються в «чоловіка» або в «жінку». Причому, якщо в одному циклі, людина — «чоловік», то в іншому він може виступити як «жінка».
У психологічному романі «Історія одного андрогіна» Моргана Роттена головний герой твору проживає першу половину життя як хлопець, а другу — як дівчина, будучи біологічно гермафродитом.